# Mayer Milán
Mayer Milán (Kaposvár, 1996. május 24. –) magyar labdarúgó, csatár, a Szentlőrinc SE játékosa.

## Pályafutása
Mayer Milán a Győri ETO neveltje, itt is mutatkozott be az NB I-ben 2015. április 11-én a Nyíregyháza Spartacus elleni bajnokin. Vasile Miriuță a hajrában cserélte be, és a fiatal támadó nem sokkal később gólt szerzett. Az idény végéig még ötször kapott lehetőséget, gólt nem szerzett, az ETO-t pedig a Questor csődje miatt a harmadosztályba sorolták vissza. Az NB III-ban jól kezdett az immár ETO FC Győr néven szereplő alakulat, és Mayer is szerzett 11 gólt, a tavaszi rangadókon azonban a csapat is és Milán is megtorpant. Végül 31 bajnokin tizenhárom góllal zárt, a győriek azonban nem tudtak feljutni, így Mayer a másodosztályban szereplő Mosonmagyaróvári TE csapatához igazolt.
Az őszi szezonban 15 mérkőzésen egyszer volt eredményes, 2017 januárjában az MTE közös megegyezéssel felbontotta a szerződését.
Január 27-én a harmadosztályú Kaposvári Rákóczi szerződtette. Fél év múlva a szintén harmadosztályú Szentlőrinc SE-hez igazolt.